# Guilhem de Berguedan
Guilhem de Berguedan (en catalan moderne Guillem de Berguedà  ; en occitan moderne Guilhèm de Berguedan), né avant 1138 et mort vers 1196, est un troubadour catalan, vicomte du Berguedà.

## Biographie
Sa vie est connue par une vida, qui mérite d'être prise en considération : les faits historiques qui y sont relatés sont exacts, notamment en ce qui concerne la mort tragique du troubadour, par des documents d'archive et à travers ses propres poèmes.
La vicomté de Berguedà est un fief du comté de Cerdagne, qui est passé en 1118 aux mains des comtes de Barcelone. Guillem apparaît à partir de 1138, mentionné auprès de son père ; il a trois frères plus jeunes, Ramon, Berenguer et Bernardo. Le 3 mars 1175, Guilhem de Berguedan assassine traîtreusement Ramon Folc, vicomte de Cardona, qu'il avait attaqué et insulté dans plusieurs sirventès ; il est déchu de son titre de vicomte, tout en ayant hérité des biens familiaux, et mène une vie errante d'après la Vida.
Il meurt assassiné en 1195 ou 1196 par un soldat, sans doute à la solde d'un de ses ennemis.

## Œuvre
Trente et un poèmes lui sont attribués, dont une quinzaine de sirventès où il fait allusion à des événements auxquels il a été mêlé.